# Yero Bello
Yero Bello (Nigeria, 11 de diciembre de 1987), futbolista nigeriano. Juega de delantero y su actual equipo es el FC Milsami de la Divizia Națională de Moldavia.

## Selección nacional
Ha sido internacional con la Selección de fútbol de Nigeria Sub-21.

## Clubes
| Club                 | País      | Año           |
| -------------------- | --------- | ------------- |
| Hapoel Nazareth      | Israel    | 2006-2007     |
| Ironi Kiryat Shmona  | Israel    | 2007-2009     |
| Maccabi Haifa        | Israel    | 2009          |
| Hapoel Haifa         | Israel    | 2009-2010     |
| FC Vaslui            | Rumania   | 2010-2012     |
| Bnei Sakhnin F.C.    | Israel    | 2012-2013     |
| Football Club Ashdod | Israel    | 2013-2015     |
| FC Ilves Tampere     | Finlandia | 2016          |
| FC Milsami           | Moldavia  | 2016-presente |